# Sarcochilus uniflorus
Sarcochilus uniflorus är en orkidéart som beskrevs av Rudolf Schlechter. Sarcochilus uniflorus ingår i släktet Sarcochilus och familjen orkidéer. Inga underarter finns listade i Catalogue of Life.